# William Hurt
William Hurt (n. 20 martie 1950, Washington, D.C., SUA – d. 13 martie 2022, Portland, Oregon, SUA) a fost un actor de film american. A obținut Premiul Oscar pentru cel mai bun actor în anul 1986, pentru rolul din filmul Sărutul femeii păianjen, (orig.Kiss of the Spider Woman), în regia lui Hector Babenco.

## Cariera
Hurt a studiat la Juilliard School și a început să joace teatru în anii 1970. Și-a făcut debutul în film în 1980, cu rolul unui om de știință tulburat, în filmul SF Experiment periculos, regizat de Ken Russell. Pentru acest rol, a primit o nominalizare la Globul de Aur pentru cel mai bun actor debutant. În 1981, a jucat rolul principal, un avocat care cade pradă tentațiilor unei femei căsătorite, interpretată de Kathleen Turner, în filmul Body Heat.
Hurt a primit trei nominalizări consecutive la premiile Oscar, pentru rolurile din Kiss of the Spider Woman (1985), Children of a Lesser God (1986) și Broadcast News (1987), primind premiul pentru primul dintre roluri.
A rămas actor activ și de teatru, de-a lungul anilor 1980, jucând în producții precum Henric al V-lea, Richard al II-lea și Visul unei nopți de vară. Hurt a primit prima nominalizare la Premiile Tony pentru rolul din producția Hurlyburly jucată pe Broadway.
A patra sa nominalizare la Premiile Oscar a venit pentru rolul secundar din filmul A History of Violence (2005). 

## Viață personală
Hurt s-a născut în Washington, D.C., părinții săi fiind Claire Isabel (născută McGill; 1923–1971), care lucra la Time Inc., și Alfred McChord Hurt (1910–1996), care a lucrat pentru Agenția Statelor Unite pentru Dezvoltare Internațională and Departamentul de Stat al Statelor Unite ale Americii. A avut doi frați. A locuit alături de tatăl său la Lahore, Mogadishu și Khartoum. Părinții săi au divorțat, iar mama sa s-a recăsătorit în 1960 cu Henry Luce III (1925–2005), fiul magnatului Henry Luce, cel care a înființat revistele Time, Life și Fortune.
Hurt a fost căsătorit cu Mary Beth Hurt din 1971 până în 1982. În anii 1980, Hurt a fost implicat într-un proces cu Sandra Jennings, care a afirmat că cei doi au împărtășit o căsătorie cu drept comun. În timp ce era încă căsătorit, Hurt și Jennings începuseră o relație în Saratoga Springs, New York, în 1981. Jennings a rămas însărcinată în primăvara anului 1982, eveniment a precipitat divorțul lui Hurt de la Mary Beth Hurt, după care Hurt și Jennings s-au mutat în Carolina de Sud, un stat care recunoștea căsătoriile cu drept comun. Hurt și Jennings au rămas oficial necăsătoriți, mai târziu separați, iar Jennings l-a dat în judecată la New York, căutând recunoașterea "căsătoriei" în conformitate cu legea din Carolina de Sud. Curtea de la New York, care nu recunoștea căsătoria de drept comun și era reticentă să recunoască o căsătorie cu drept comun, originară din Carolina de Sud, a judecat în favoarea lui Hurt că nu există o căsătorie cu drept comun.
Hurt a avut patru copii: unul cu Sandra Jennings, doi cu Heidi Henderson și unul cu actrița franceză, regizoare și scenaristă Sandrine Bonnaire.
Hurt a fost pilot privat și proprietar al unui Beechcraft Bonanza.
Vorbea cursiv în limba franceză și deținea o casă în afara Parisului.
În mai 2018, a anunțat că suferea de cancer la prostată. A murit în martie 2022, în casa sa din Portland, Oregon, din cauza unor complicații ale bolii.

## Filmografie selectivă
- Sărutul femeii păianjen (1985)
- Copiii unui Dumnezeu mai mic (1986)
- Știri de televiziune (1987)
- Alice (1990)
- Fum de țigară (1995)
- Mamă și fiică (1998)
- Pierduți în spațiu (1998)
- Orașul întunecat (1998)
- Umbrele trecutului (2005)